# Paavo Arhinmäki

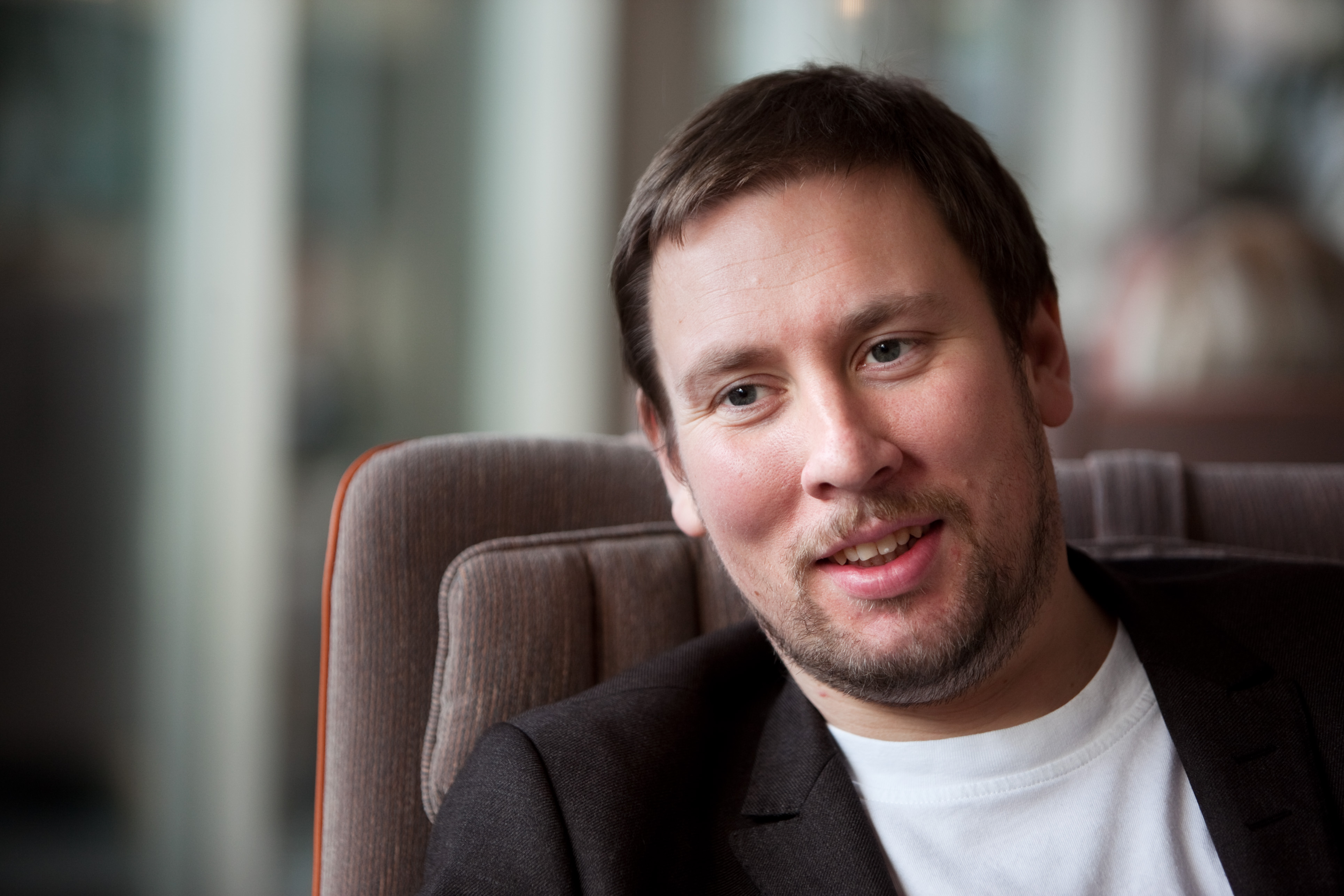
Paavo Arhinmäki (2009)

Paavo Erkki Arhinmäki (* 13. Dezember 1976 in Helsinki) ist ein finnischer Politiker (Linksbündnis).
2001 wurde Arhinmäki Mitglied im Stadtrat von Helsinki. Zudem war er von 2001 bis 2005 Vorsitzender der Linksjugend (Vasemmistonuoret), der Jugendorganisation des Linksbündnisses. 2007 wurde er in das finnische Parlament gewählt. Im Juni 2009 wurde er Parteivorsitzender des Linksbündnisses. Nach den Parlamentswahlen 2011, bei denen Arhinmäki mit 17.226 Stimmen erfolgreichster Kandidat im Wahlbezirk Helsinki war, wurde er im Kabinett Katainens Kultur- und Sportminister. Bei der Präsidentschaftswahl in Finnland 2012 war er Kandidat des Linksbündnisses und wurde mit 5,5 % der Stimmen Sechster. Dabei setzt er sich dafür ein, dass Finnland kein Vollmitglied der NATO, die Arhinmäki für ein Relikt aus dem Kalten Krieg hält, werde sollte. Weitere Themen im Wahlkampf waren die größer werdende Kluft zwischen arm und reich sowie das Verhalten der Finnen gegenüber Minderheiten, das insbesondere durch den enormen Wahlerfolg der „Wahren Finnen“ bei den Wahlen 2011 in den Blickpunkt gerückt war. Anfang April 2014 trat das Linksbündnis wegen Sozialkürzungen aus der Regierung aus und Arhinmäki trat von seinem Ministeramt zurück.
Arhinmäki studierte Politikwissenschaften. Verheiratet ist er mit der Veterinärin Päivi Lahti, das Paar hat eine gemeinsame Tochter (* 2012). Bei den Leichtathletik-Weltmeisterschaften 2013 in Russland erlangte er in der breiteren Öffentlichkeit Aufmerksamkeit, als er die Regenbogenfahne schwenkte und damit ein Protestzeichen für mehr Schwulenrechte (LGBT in Russland) in Russland demonstrieren wollte.